# Hans Amler
Hans Amler (* 5. November 1933; † 7. Dezember 2022) war ein deutscher Politiker (CSU). Er war von 1984 bis 2002 Zweiter Bürgermeister von Ingolstadt.

## Leben und Wirken
Er verdiente nach dem Abitur in Eichstätt sein Geld als Bergmann im Aachener Revier. Anschließend studierte der aus Pfahldorf stammende Landwirtssohn Volkswirtschaftslehre in Köln und München. In den Jahren 1960 bis 1984 war er in leitender Stellung bei Schubert & Salzer in Ingolstadt tätig. Ab 1984 war er berufsmäßiger Bürgermeister der Stadt Ingolstadt und zugleich Leiter des dortigen Referats für Finanzen. Während seiner Zeit im Rathaus hatte er auch den Posten als Vorsitzender der Ingolstädter Lebenshilfe inne. Nach dem Ende seiner 18-jährigen Amtszeit 2002 war er bis zum Jahr 2004 Mitglied des Verwaltungsausschusses der Agentur für Arbeit Ingolstadt sowie Aufsichtsratsmitglied der Gemeinnützigen Wohnungsbaugesellschaft Ingolstadt mbH. Des Weiteren war er bis 2003 Präsident der Internationalen Simon Mayr Gesellschaft.
Amler war ab 1957 Mitglied der katholischen Studentenverbindung KDStV Vindelicia München.

## Auszeichnungen
- Verdienstkreuz am Bande der Bundesrepublik Deutschland
- Ritter des päpstlichen Silvesterordens[9]
- 2002: Goldene Bürgermedaille der Stadt Ingolstadt[10]